# Lymeon ruficeps
Lymeon ruficeps là một loài tò vò trong họ Ichneumonidae.